# Åkrabergs naturreservat
Åkraberg är ett naturreservat i Värö socken i Varbergs kommun i Halland.

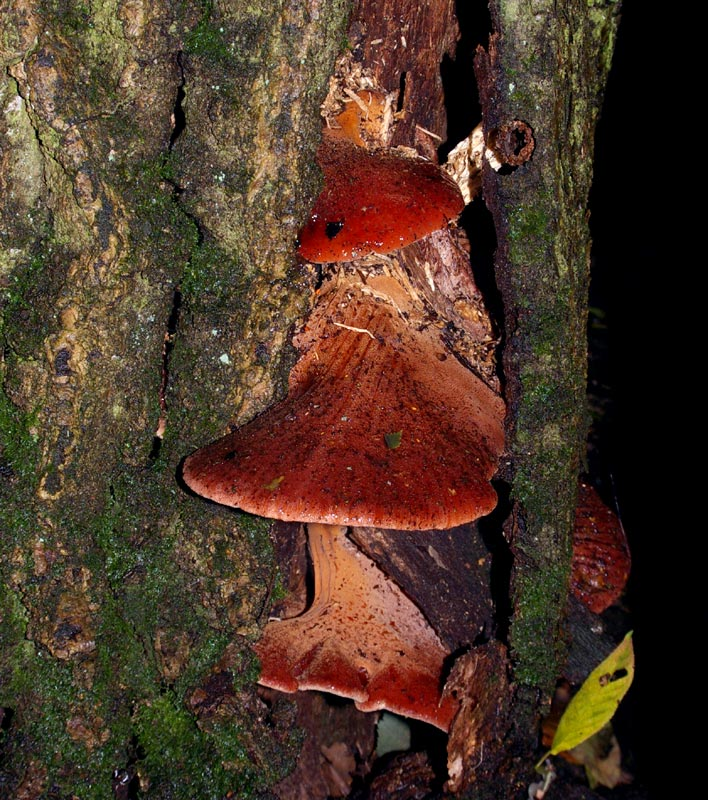
Oxtungssvamp

Reservatet har en yta på 5 hektar och består mest av ekhagmark. Det är privatägt och har varit skyddat sedan 1966. Trädbeståndet är gammalt och det finns 200-400 år gamla ekar. Skalbaggen bred tickgnagare är en av de ovanliga arter som finns i reservatet. Områdets gamla ekar är hemvist för en mängd växter och djur. På trädens grova bark växer lavar som almlav och gammelekslav. Här finns också vedsvamparna blekticka och oxtungssvamp.

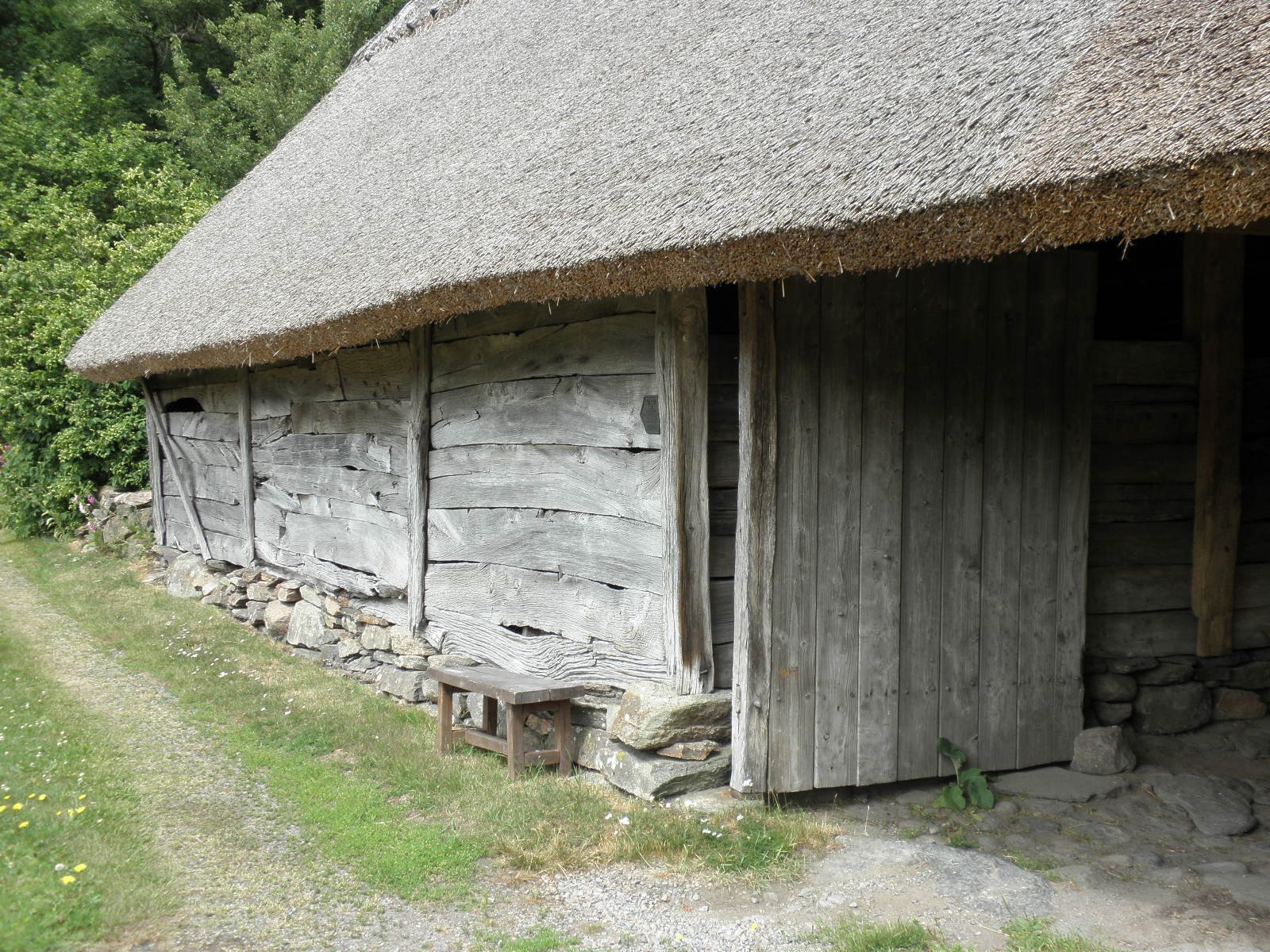
Åkrabergs ladugård

Alldeles i närheten ligger både Borrås skåra och Åkrabergs ladugård.